# Oxychilus alliarius
Oxychilus alliarius е вид коремоного от семейство Oxychilidae.